# Prédiction dynamique
 (mai 2014).
- Si vous ne connaissez pas le sujet, laissez ce bandeau (vous pouvez alors contacter les auteurs).
- Si vous supprimez le contenu mis en cause (vous pouvez préalablement contacter les auteurs),

argumentez précisément cette suppression dans la page de discussion
(un manque de référence n'est pas un argument ; une recherche réelle de référence doit avoir été effectuée, être formellement documentée).
La prédiction dynamique est une méthode inventée par Newton et Leibniz. Newton l’a appliquée avec succès au mouvement des planètes et de leurs satellites. Depuis elle est devenue la grande méthode de prédiction des mathématiques appliquées. Sa portée est universelle. Tout ce qui est matériel, tout ce qui est en mouvement, peut être étudié avec les outils de la théorie des systèmes dynamiques. Mais il ne faut pas en conclure que pour connaître un système il est nécessaire de connaître sa dynamique. Sinon on ne pourrait pas connaître beaucoup de choses. L’autre grande méthode de prédiction est simplement l’usage ordinaire de la raison. Si on connaît des lois prédictives on peut faire des déductions qui conduisent à des prédictions. 

## Prédiction dynamique
Le principe fondamental de toute prédiction, c’est le déterminisme, c’est que l’avenir est déterminé par le passé. Si on veut prédire l’avenir, il faut observer le présent et connaître des lois qui déterminent l’avenir en fonction de son passé.
La théorie des systèmes dynamiques introduit des hypothèses supplémentaires : 
1. le déterminisme est complet, l’avenir est écrit d’avance, il est complètement déterminé par son passé ;
2. l’état présent du système détermine à la fois ses états futurs et ses états passés.

La première hypothèse très audacieuse[pourquoi ?]. Si le déterminisme était complet, alors chacune de nos actions, chacun de nos actes ainsi que la totalité des interactions de cet univers, impliqueraient qu'une connaissance omnisciente déterminée par le calcul de la position dans l'univers, de chaque particule à un moment donné, détermine son état prochain par la projection de ses interactions avec son environnement, si tant est que ces interactions sont théorisables et obéissent à une certaine logique de fonctionnement, une manière de se comporter qui soit logique, quantifiable, démontrable, mais à cela s'ajoutent plusieurs problèmes :
nous sommes actuellement incapables de définir ni la nature de l'univers, ni du temps si l'on prend l'idée d'un univers logique constitué de lois théoriques quantifiables, qu'en est-il des idées, théories, expériences de pensée défiant la logique et servant à définir une réalité indéfinissable, la dualité quantique, la décohérence ? tout ceci est bien sûr subjectif et propre à notre esprit, mais si nous parvenons à élaborer des idées absurdes ou impossibles, celles-ci ont elles une existence physique démontrable puisqu'elles sont bien conçues, imaginées, par un système physique, en l'occurrence nous-mêmes ?
Il s'agit donc aussi de comprendre la nature même de la conscience.
Comment déterminer dans une dimension où le temps n'existerait pas ? 
La conscience serait-elle la seule réalité absolue ? Générons-nous nous-même ce déterminisme de par notre existence ? Qu'en est-il alors du reste de l'univers ? Serait-il conscient ? Notre expérience de tous les jours nous montre qu'une pierre n'est pas plus consciente qu'un paquet de chips, mais pris de manière globale, à l'échelle de l'univers, ne sommes-nous que les interactions macroscopiques d'un système quantique à plus grande échelle ? La décohérence serait-elle une sorte de barrière d'état empêchant les multiples déterminismes de s'intriquer, notre univers est-il une poupée russe s'imbriquant à l'infini et générant par lui-même sa propre existence ?
Pourtant toutes les grandes théories fondamentales de la physique l’ont adopté[Lesquelles ?], à la suite de Newton, sauf la mécanique quantique, qui l’accepte et la rejette en même temps, l’équation de Schrödinger étant complètement déterministe mais pas le principe de Bohr. Dans l’usage courant, on ne distingue pas comme ici déterminisme et déterminisme complet, le déterminisme est toujours complet.
La seconde hypothèse permet à la théorie des systèmes dynamiques peut donc être appliquée à la fois à la prédiction et à la connaissance du passé. On parle de rétrodiction.
Pour appliquer la prédiction dynamique, il faut connaître avec précision à la fois l’état présent du système et sa loi du mouvement, ainsi :
- l’état du système est déterminé par un certain nombre de variables d’état, ou variables dynamiques, qui sont en général modélisés par des nombres réels ;
- la loi du mouvement est en général modélisée par une équation différentielle ordinaire ou une équation aux dérivées partielles qui permet de calculer les états ultérieurs du système à partir de son état présent.

Si le temps est représenté d’une façon discrète (t, t+1, t+2…) alors la loi du mouvement est déterminée par une fonction f de E dans E, ou E est l’espace des états dynamiques. Si le système est dans l’état x à l’instant t, il sera dans les états f(x), f(f(x)) et ainsi de suite, aux instants suivants.

## Obstacles à la prédiction dynamique

### Complexité
Avant l’existence des ordinateurs, l’application de la prédiction dynamique était limitée à des systèmes relativement simples, parce que les calculs étaient trop compliqués. Grâce aux ordinateurs la prédiction dynamique a pu être appliquée aux systèmes complexes. Dans quelques cas, la météorologie notamment, les succès sont remarquables. Mais il faut remarquer que pour obtenir un tel succès, les moyens mis en jeu sont considérables : des stations d’observation réparties sur toute la planète, des ballons-sondes, des satellites et des ordinateurs parmi les plus puissants du monde. L’amélioration et l’automatisation des techniques d’observation laisse espérer que les applications potentielles de la prédiction dynamique aux systèmes complexes sont immenses. Mais elles engageront d’assez gros moyens, d’autant plus gros que les systèmes sont plus complexes et qu’on veut des prédictions plus précises.
La plupart des systèmes réels sont aussi complexes que l’atmosphère planétaire (c’est difficile à évaluer), mais on ne dispose pas pour les étudier des mêmes moyens. La prédiction dynamique n’est en général pas applicable. On ne sait pas caractériser l’ensemble des variables d’état et on ne connaît pas les lois du mouvement. De toute façon, même si on les connaissait, on ne pourrait pas les vérifier, parce que les variables d’état sont trop nombreuses pour être toutes mesurées et qu’elles sont parfois inaccessibles. On ne pourrait rien calculer non plus parce que les ordinateurs ne sont pas assez puissants.
On a cru pendant longtemps que la complexité était la principale cause de l’imprédictibilité du monde. Pour montrer la puissance de la théorie newtonienne, Pierre-Simon de Laplace donnait l’argument suivant l: si un être formidablement intelligent pouvait connaître précisément l’état dynamique instantané de l’univers, c’est-à-dire les positions et les vitesses de tous les corps, s’il connaissait en plus les lois exactes du mouvement, c’est-à-dire les lois de l’interaction entre les corps, alors il pourrait connaître par le calcul tout l’avenir et tout le passé de l’univers. Le problème de la prédiction serait ainsi définitivement résolu. Comme l’univers est très complexe, nous ne pouvons pas mesurer précisément son état instantané, et nous ne pouvons donc pas appliquer cette méthode. La sensibilité aux conditions initiales montre que même si nous pouvions mesurer précisément l’état de l’univers, nous ne pourrions pas appliquer la prédiction dynamique au long terme.

### Sensibilité aux conditions initiales
La prédiction dynamique ne fournit souvent de bons résultats que pour le court terme même si toutes les variables d’état ont été précisément mesurées et si la connaissance des lois du mouvement est exacte. La connaissance précise de la dynamique du système ne suffit pas toujours pour garantir que l’expérience réelle sera identique à l’expérience numérique, à cause de la sensibilité aux conditions initiales. Le principe en est simple : une très petite différence initiale peut avoir de grandes conséquences. 
Si on s’en tient au sens courant de la sensibilité, tous les systèmes dynamiques sont sensibles aux conditions initiales, parce que leur état futur dépend de leur état passé. Mais la sensibilité dont il s’agit ici n’est pas une sensibilité ordinaire, c’est une hypersensibilité. Pour l’illustrer on dit parfois qu’un battement d’ailes de papillon pourrait provoquer une tempête sur l’ensemble de l’océan. Cet effet d’amplification n’est pas du tout exceptionnel, on le rencontre partout. Il a été mentionné de nombreuses fois au cours de l’histoire des sciences, notamment par Pierre Duhem (La théorie physique) qui en a reconnu toute l’importance : la sensibilité aux conditions initiales limite au court terme la fiabilité des prédictions dynamiques. Elle a été redécouverte plusieurs fois par de nombreux chercheurs dans des contextes différents et notamment par Edward Lorenz (The essence of chaos) alors qu’il testait des modèles de météorologie sur des ordinateurs analogiques qui, contrairement aux ordinateurs numériques, ne présentent jamais les mêmes conditions initiales.
À l’époque les ordinateurs n’étaient pas assez puissants pour simuler la dynamique globale de l’atmosphère et Lorenz avait choisi d’étudier des modèles simplifiés. À partir des équations de base de la dynamique atmosphérique il avait défini un système d’équations beaucoup plus simple, dont les solutions étaient à la portée de son ordinateur. Ces équations n’avaient pas de sens physique, elles étaient beaucoup trop simples pour représenter les mouvements de l’atmosphère mais elles étaient suffisamment compliquées pour avoir un peu de ressemblance avec les équations de la dynamique des fluides. Pour vérifier un calcul Lorenz a refait la même expérience numérique deux fois. À son grand étonnement les résultats obtenus furent très différents. Les deux mouvements sont identiques seulement au début. Au bout de peu de temps ils deviennent très différents. Cette grande différence avait été causée seulement par la négligence des dernières décimales lors de la reproduction des conditions initiales. Celles-ci étaient très peu différentes dans les deux expériences, à moins d’un millième près. Mais cela suffit pour conduire à de grandes différences. 
La théorie des systèmes dynamiques est parfois appelée théorie du chaos, parce que de nombreux systèmes sont sensibles aux conditions initiales et que leur dynamique est donc fondamentalement imprédictible.
Il n’est pas nécessaire qu’un système soit complexe pour qu’il soit sensible aux conditions initiales. Le modèle étudié par Lorenz était un de ces systèmes à la fois simples et chaotiques. Depuis on en a trouvé beaucoup d’autres, certains sont encore plus simples : trois variables dynamiques suffisent pour déterminer leur état instantané.

## La prédiction par l’usage ordinaire de la raison
La prédiction dynamique a une portée universelle mais elle n’est pas la seule façon de faire des prédictions. Heureusement sinon notre capacité à prédire serait très limitée. L’autre façon de prédire, c’est l’usage ordinaire de la raison, qu’on peut appeler aussi le raisonnement prédictif, la prédiction rationnelle ou l’exercice de la raison positive. Positif est ici associé à la capacité à prédire des conséquences observables. La prédiction rationnelle est la technique de prédiction la plus puissante, beaucoup plus puissante que la prédiction dynamique, pour une raison simple, la souplesse d’adaptation au problème posé. 
L’une des raisons de la puissance est parfois la légèreté. Un simple raisonnement peut prouver beaucoup plus que mille heures de calculs sur le plus gros ordinateur. Pour être léger, il ne faut pas chercher à obtenir plus qu’il n'est nécessaire. De ce point de vue la prédiction dynamique est beaucoup trop lourde. En général on n’a pas besoin de prédire exactement l’état dynamique du système, on veut seulement savoir si tout va bien marcher. 
De façon générale, on peut diviser l’ensemble des états futurs du système en deux parties. La première partie contient tous les états pour lesquels les fonctions requises sont satisfaites, la seconde, tous les autres. La séparation entre les deux parties est la limite entre le succès et l’échec. Pour les prédictions, les études de fiabilité par exemple, on n’a en général pas besoin de connaître exactement l’état futur du système. On veut seulement savoir qu’il sera à l’intérieur de l’ensemble des succès. On n’exige pas du système qu’il soit complétement prévisible. On veut seulement une connaissance partielle. On accepte de ne pas tout savoir avec exactitude. En contrepartie, on peut faire des prédictions à beaucoup plus long terme. Il est même possible qu’un jour on soit capable de savoir comment l’univers finira. La sensibilité aux conditions initiales est l’un des obstacles majeurs de la prédiction dynamique, mais pour la prédiction rationnelle elle n’est pas forcément un problème. L’économie des fins recherchées fait donc de la raison prédictive un outil plus léger, plus efficace, mieux adapté aux prédictions vraiment intéressantes, que l’artillerie lourde de la prédiction dynamique. 
La prédiction rationnelle permet d’adapter son point de vue au problème posé. On cherche des lois prédictives en fonction de ce que l’on veut prédire. Cette facilité d’adaptation est la principale raison de la puissance de la raison. Le raisonnement est le bon outil pour prédire l’avenir des systèmes complexes parce qu’il s’adapte avec souplesse aux problèmes posés 

## Définition générale de la prédictibilité
De façon générale une loi prédictive détermine des conditions et un résultat : si les conditions sont observées alors le résultat le sera aussi. Comme condition et comme résultat on peut envisager tout ce qui est dicible. On a donc une grande variété de possibilités.
Les conditions d’une loi prédictive délimitent une région de l’espace des états dynamiques, l’ensemble des états pour lesquels les conditions sont satisfaites. On peut l’appeler l’ensemble des points de départ. Le résultat délimite de même l’ensemble des états pour lesquels il a été obtenu. On peut l’appeler l’ensemble des points d’arrivée de la loi prédictive. Définissons par commodité la notion d’atteinte : une région B de l’espace des états dynamiques est atteinte par une région A lorsque toutes les trajectoires qui passent par A passent ensuite par au moins un point, un état de B. Une loi prédictive est vraie lorsque l’ensemble de ses points d’arrivée est atteint par l’ensemble de ses points de départ. Un système est prédictible quand on peut trouver des résultats et des conditions tels que les premiers soient atteints par les seconds.
On peut considérer que la prédiction dynamique est un cas très particulier de prédiction rationnelle pour lequel les seules lois prédictives sont les lois du mouvement. 

## Importance des attracteurs pour la prédictibilité
Il y a une large classe de systèmes pour lesquels la prédiction dynamique peut parfois être appliquée au long terme : les systèmes dissipatifs.
Pour les physiciens, un système dissipatif est le plus souvent un système qui dissipe de l’énergie. Dans les cas les plus simples, le système finit par perdre toute son énergie disponible et il rejoint un état de repos. Dans des cas plus compliqués, le système est entretenu, il dissipe son énergie mais il ne cesse pas d’en recevoir et son mouvement ne s’arrête jamais. L’atmosphère de la Terre est un système dissipatif de ce type.
Lorsqu’un système est dissipatif sa dynamique présente un phénomène de réduction progressive. Un exemple peut aider à comprendre cela. Soit un pendule simple, c’est-à-dire une petite masse pendue au bout d’une ficelle attachée à un point fixe. Quelle que soit la façon dont on lance le pendule, position et vitesse initiales, il finit toujours par retourner à son état de repos, pour lequel la ficelle est immobile et verticale. Une région très petite de l’espace des états dynamiques, le point qui définit l’état de repos, est atteinte par une région très grande, tous les états de lancement du pendule. L’état de repos est ici un attracteur pour le pendule. L’espace des états de lancement est son bassin d’attraction. 
De façon générale, pour qu’une région A de l’espace des états soit un attracteur pour une région B qui est son bassin d’attraction, il y a deux conditions :
- toutes les trajectoires qui passent par B arrivent dans A ou se rapprochent indéfiniment de A,
- A est beaucoup plus petit que B.

Ce phénomène de réduction est très général. Dans de nombreux cas, on sait que les conditions initiales n’ont pas d’influence sur le résultat : quoiqu’on fasse, cela ne change rien au bout du compte. 
Une trajectoire est un attracteur lorsque toutes les trajectoires pas trop éloignées convergent vers elle.
La notion d’attracteur est proche de celles de désir et de volonté. C’est d’ailleurs pour cela qu’elle a été appelée ainsi. Un système a souvent l’air attiré par son attracteur. Dans les cas heureux on atteint ce qu’on désire pour une grande diversité de conditions initiales.
Les systèmes dissipatifs ont des attracteurs. Au premier abord, on pourrait croire que lorsqu’un système a un attracteur, il est prévisible sur le long terme, que la possession d’un attracteur est incompatible avec la sensibilité aux conditions initiales, mais cela est faux. On sait qu’il y a des systèmes dissipatifs chaotiques, c’est-à-dire sensibles aux conditions initiales. Les attracteurs des systèmes chaotiques sont étranges. Ils contiennent toujours des trajectoires qui reviennent sans arrêt très près de leur point de départ et qui s’en écartent ensuite de multiples façons, sans jamais reproduire les mêmes mouvements. C’est pourquoi ces systèmes sont imprévisibles. Même quand on sait qu’ils sont sur leur attracteur, on ne sait pas exactement sur quel point d’une trajectoire attractrice ils sont à cet instant. On sait souvent qu’ils sont sur une trajectoire connue et calculable, mais leur avenir n’est pas prédictible parce que la trajectoire est très chaotique et qu’on ne sait pas où ils en sont de leur errance programmée. La théorie du chaos n’est pas une théorie du hasard mais de l’égarement déterminé.
Au point de vue de la prévisibilité les attracteurs sont très intéressants lorsqu’ils ne sont pas étranges : les états et les mouvements stables. Un train qui roule sur des rails est un bon exemple de mouvement stable. Le train ne quitte pas les rails quelles que soient les perturbations, si elles ne sont pas trop grandes. Les êtres vivants mettent à profit de nombreux mécanismes pour assurer la constance de leur état intérieur malgré les variations des conditions extérieures. Claude Bernard a introduit le nom d’homéostasie pour désigner cette forme de stabilité. C.H. Waddington a de même introduit le nom d’homéorhésie pour désigner la stabilité du développement embryonnaire.
Lorsqu’il y a des effets de stabilisation du mouvement, on peut atteindre des cibles très éloignées. Un tireur d’élite atteint au mieux sa cible à quelques kilomètres. Mais si on stabilisait le mouvement de la balle, si on la mettait sur des rails par exemple, alors il n’y aurait plus de limites. Cela explique toute l’importance de la notion d’attracteur pour la prédictibilité. Un monde prédictible est un monde ordonné où beaucoup de choses sont comme sur des rails.